# Carlo Antonio Litta Biumi

Stemma Litta Biumi

Carlo Antonio Litta Biumi (Milano, 30 agosto 1786 – Urio, 10 ottobre 1858) è stato un geografo italiano.

## Biografia
Figlio di Carlo Matteo, III conte di Appiano (1754-1834) e di Antonia Brentano,	entrò in gioventù al Collegio Clementino di Roma dedicandosi allo studio delle Scienze matematiche e della geografia.
Dal marzo 1807 fu guardia d'onore e poi tenente del corpo ingegneri-geografi del corpo topografico della Guardia Reale Italiana, partecipò alle campagne dell'esercito napoleonico del 1809 e del 1813-14 (si parla anche di un suo ruolo di emissario di Napoleone mentre questi era in esilio all'Elba), rassegnando le dimissioni alla caduta del Regno d’Italia napoleonico.
Se pur di nobile famiglia (era fratello di Pompeo, storico, militare e politico italiano), si dedicò ad attività produttive tipiche della borghesia in ascesa, tra cui la produzione di seta e di stoviglie in terracotta sfruttando le risorse dei suoi possedimenti terrieri.
Per anni fu primo deputato del paese di Lurago Marinone. Fu insignito del titolo di Cavaliere del Sovrano Militare Ordine di Malta.
Cultore di studi topografici, fu geografo dell'Istituto Lombardo e dell'Imperiale Regio Istituto Geografico Militare a Milano.
Proprio perché ritenuto un valente studioso di topografia, fu coinvolto da Carlo Cattaneo nella redazione de Il Politecnico e delle Notizie naturali e civili su la Lombardia. Figura tra gli autori nel catalogo della sua biblioteca. Carte, manoscritti e schizzi topografici dello studioso sono conservati nella Biblioteca di Studi Umanistici dell'università di Pavia.

## Opere
- Memoria indirizzata al ministro degli affari interni della Repubblica Cisalpina dalla congregazione delegata rappresentante il corpo degli interessati nella nuova inalveazione del Redefossi, in cui si implora il concorso del pubblico erario nazionale al soddisfacimento della spesa impiegata nella esecuzione della suddetta opera, con una proporzionata equitativa misura da concertarsi col mezzo d'una amichevole trattativa, 1798
- Nuova carta degli Stati Pontificj meridionali in quattro fogli topografici, 1820
- In qual modo possa essersi formato il lago di Lugano, Milano, Dall'I. R. Stamperia, [1822]
- Prospetto d'una nuova carta d'Italia del Cavaliere Antonio Litta Biumi, con tavola, 1829
- Prospetto d'una nuova carta d'Italia, Milano, Ferrario, 1838
- Sull'antico corso del fiume Po: memoria. Milano Luigi di Giacomo Pirola, 1840
- Memoria che si unisce alla Tavola storica di Pavia. (Tavola storica di Pavia.), Milano, 1844
- Della battaglia di Montenotte: con osservazioni strategiche, politiche, storiche. Milano Stab. di Civelli Giuseppe C., 1846

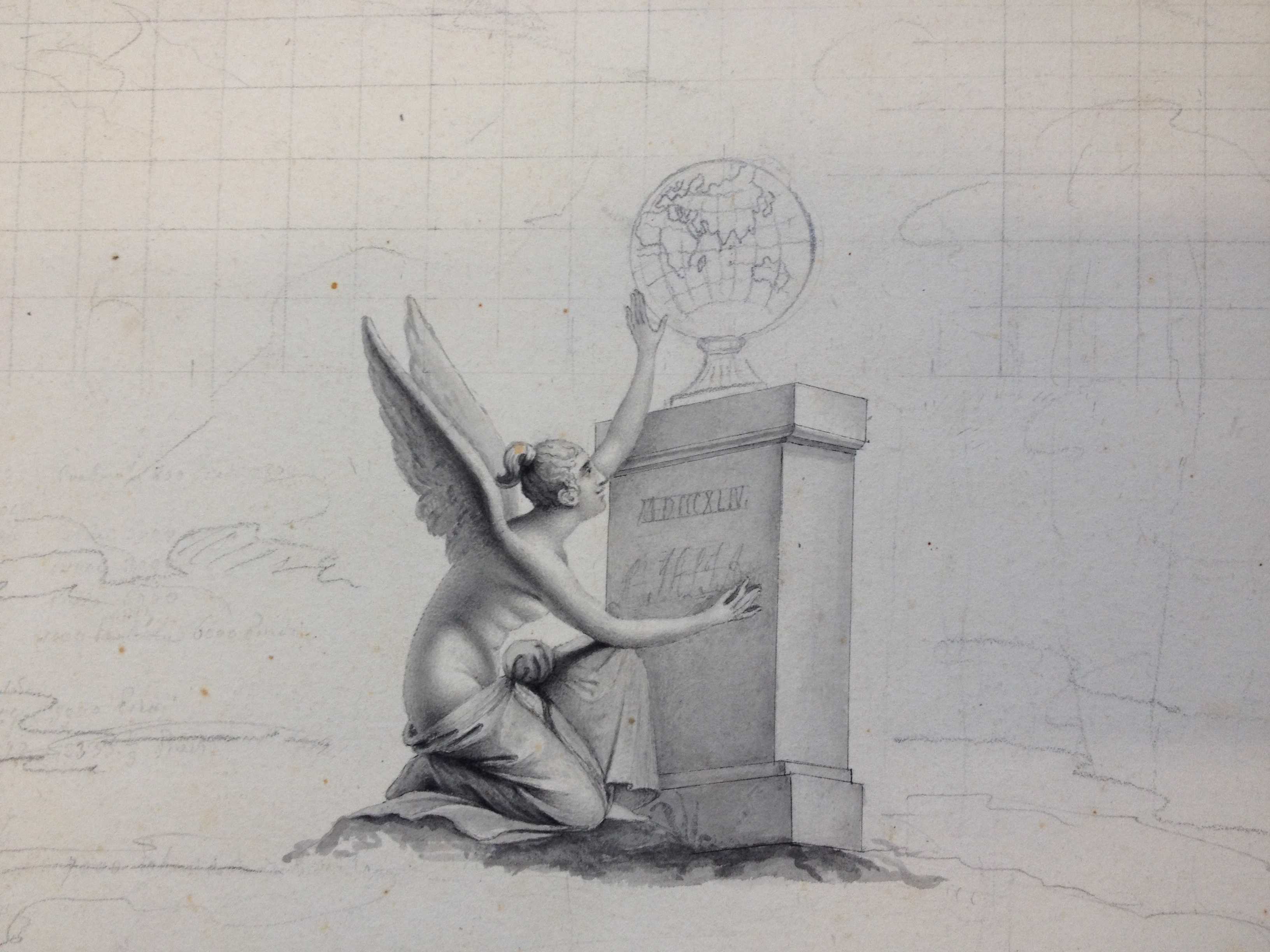
Disegno del frontespizio della Nuova carta d'Italia rimasta inedita

Per quanto riguarda la Nuova carta d'Italia in 84 fogli presentata nei prospetti del 1829 e 1838 , essa è rimasta incompleta ed inedita: le bozze di una cinquantina circa di carte manoscritte sono state acquisite dall’Università di Pavia che le conserva unitamente a due manoscritti dello stesso autore sull’interpretazione geografica dell’Odissea di Omero e ad alcune lettere.